# الهام عنافچه
الهام عنافچه (زادهٔ ۲۶ بهمن ۱۳۷۶، شوشتر) یک بازیکن ایرانی است که به عنوان مدافع بازی می‌کند. او عضو تیم ملی فوتبال زنان ایران بوده است. او همچنین بازیکن فوتسال است. وی از جمله در بازیهای مقدماتی جام ملت‌های آسیا زنان AFC 2018، در تیم فوتبال بزرگسالان برای ایران بازی کرد.